# Franziska Badenschier
Franziska Badenschier (* etwa 1984) ist eine freie Wissenschaftsjournalistin mit dem Schwerpunkt Medizin. Sie ist zudem Moderatorin und hält Vorlesungen an der TU Dortmund. Bekannt machten sie ihre Berichte über Vernachlässigte Krankheiten aus Afrika.

## Leben
2003 studierte sie. Seit 2010 ist sie freie Wissenschaftsjournalistin. Sie schrieb bereits für Die Zeit, die Mittelbayerische Zeitung, das Handelsblatt, Spektrum der Wissenschaft, den Spiegel und DW-TV.
2011 erhielt sie ein Stipendium von der Heinz-Kühn-Stiftung zu einer dreimonatigen Reise auf Recherche in Madagaskar und 2013 ein weiteres. 2014 listete sie das Medium Magazin unter den Top Ten der Wissenschaftsjournalisten.
Sie ist im Vorstand der Wissenschafts-Pressekonferenz (WPK).

## Auszeichnungen
- 2012: Deutsches Ärzteblatt: Journalistenpreis zum World Health Summit[12]
- 2013/2014: Medienpreis der Deutschen AIDS-Stiftung für „Der Aids-Schreck ist zurück: in Uganda steigt die HIV-Infektionsrate wieder an“
- 2014/2015: Hofschneider-Recherchepreis für Wissenschaftsjournalismus für „Ein fremder Herr in ihrem Kopf“ über das Nickkrankheit, auch Kopfnick-Syndrom.[13]

## Werke
- Im Deutschlandfunk – „Hintergrund“:
  - AIDS – In Uganda steigt die HIV-Infektionsrate wieder vom 11. Mai 2014
  - Afrikas Gesundheitssysteme – Warum Ebola auch ein Symptom ist vom 20. Januar 2015
- Im Deutschlandfunk – „Wissenschaft im Brennpunkt“:
  - Afrikas vergessene Krankheiten – Ein fremder Herr in ihrem Kopf vom 10. August 2014
  - Medizin – Versuch und Irrtum – Ebola-Studien im Eilverfahren vom 15. Februar 2015
  - Afrikas vergessene Krankheiten – Ein fremder Herr in ihrem Kopf vom 3. Mai 2015
  - Frühwarnsystem gegen Ebola – Wächter der Weltgesundheit vom 20. Dezember 2015
- Im SWR:
  - „Psychisch kranke Menschen haben auf Madagaskar keine Chance auf Behandlung“, SWR2 – Impuls vom 27. November 2014[14]
  - „Afrikas Krankheitssysteme“[15] SWR2 – Wissen vom 26. März 2015 (mit Manuskript vom 12. Januar 2015[16])